# Gunhilda Matka Królów
Gunhilda Matka Królów (ur. ok. 910, zm. po 970) – królowa Norwegii w latach 930–934, córka pochodzącego z Halogalandu Asura Tote lub króla Danii Gorma Starego.

## Życiorys
Zgodnie z relacją Snorriego Sturlusona, bracia Gunhildy Eyvind Skreyja i Alf Askman należeli do armii norweskiego władcy. W 922 poślubiła ona księcia norweskiego Eryka, syna króla Haralda Pięknowłosego. Według Sagi o Haraldzie Pięknowłosym Gunhilda jako młoda dziewczyna uczyła się magii. W 930 mąż Gunhildy został królem Norwegii jako Eryk Krwawy Topór, co spowodowało jego konflikt z przyrodnimi braćmi. Według relacji sag Gunhlida przyczyniła się do śmierci brata Eryka Halfdana Białego, wynajmując wiedźmę, która podała mu truciznę. W 934 Eryk Krwawy Topór został pozbawiony władzy i wygnany z Norwegii. Gunhilda przeżyła swojego męża zmarłego w 954 i po jego śmierci wróciła do Orkney. Ostatnia wzmianka na jej temat dotyczy przyjazdu Islandczyków do Norwegii za panowania jej syna Haralda II Szarej Opończy w latach 962–970.
Z małżeństwa Gunhildy i Eryka pochodziło ośmioro dzieci:
- Gamle,
- Gottorm,
- Harald II Szara Opończa - król Norwegii,
- Ragnfred,
- Ragnhilda – żona kolejno trzech jarlów Orkney: Arnfinna Torfinnssona, Havarda Torfinnssona i Ljota Torfinnssona,
- Erling,
- Gudrod,
- Sigurd.